# Euphrasia woronowii
Euphrasia woronowii är en snyltrotsväxtart som beskrevs av Juzepczuk. Euphrasia woronowii ingår i släktet ögontröster, och familjen snyltrotsväxter. Inga underarter finns listade i Catalogue of Life.